# Eleccions cantonals franceses de 1964
Les eleccions cantonals van tenir lloc el 8 i 15 de març de 1964.

## Primera volta
La taxa d'abstenció arribà al 44,4% (un xic inferior a la del 1961 : 44,5%). Foren escollits 969 consellers generals.

## Segona volta
La més alta participació dels electors : 41,8%
| Tendències                 | 1964    | 1964      | 1964     |
| Tendències                 | Elegits | Obtinguts | Variació |
| -------------------------- | ------- | --------- | -------- |
| Extrema dreta, PSU         | 40      | + 11      |          |
| Comunistes                 | 99      | + 49      |          |
| SFIO                       | 286     | + 15      |          |
| Radicals                   | 199     |           | - 39     |
| Divers de centreesquerra   | 202     | + 6       |          |
| MRP                        | 148     |           | - 8      |
| UNR                        | 123     | + 33      |          |
| Républicains indépendants  | 81      | + 5       |          |
| Independents i moderats    | 165     |           | - 44     |
| Extrema dreta, poujadistes | 15      |           |          |
| Divers, com Action locale  | 204     | + 6       |          |
|                            |         |           |          |
| Total                      | 1562    |           |          |